# O-Aminoazotoluol
o-Aminoazotoluol ist eine chemische Verbindung aus der Gruppe der Toluidine und Azoverbindungen. Es ist Abbauprodukt von Scharlachrot und steht auf der Liste der besonders besorgniserregenden Stoffe der ECHA.

## Darstellung
o-Aminoazotoluol kann durch Diazotierung von o-Toluidin und Kupplung der Diazoniumverbindung auf o-Toluidin hergestellt werden.

## Eigenschaften
o-Aminoazotoluol ist ein brennbarer, schwer entzündbarer, rotbrauner, geruchloser Feststoff, der praktisch unlöslich in Wasser ist.

## Verwendung
o-Aminoazotoluol wird als Farbstoff verwendet.

## Sicherheitshinweise
Beim Menschen wurde in mehreren Fällen ein allergisches Kontaktekzem durch o-Aminoazotoluol beobachtet und mittels unterschiedlich gut dokumentierter Epikutantests gesichert. Außerdem wurden mehrfach Kreuzreaktionen auf o-Aminoazotoluol und andere, strukturell verwandte Azofarbstoffe oder 1,4-substituierte aromatische Diaminoverbindungen beobachtet.